# Ixora eludens
Ixora eludens är en måreväxtart som beskrevs av Cornelis Eliza Bertus Bremekamp. Ixora eludens ingår i släktet Ixora och familjen måreväxter. Inga underarter finns listade i Catalogue of Life.